# 宮崎市立田野小学校
宮崎市立田野小学校（みやざきしりつ たのしょうがっこう）は、宮崎県宮崎市田野町甲にある公立の小学校。

## 概要
歴史
当初は「中原小学校」として創立。現在地に移転した1878年（明治11年）を創立年としている。現校名となったのは2006年（平成18年）。2023年（令和5年）には創立145周年を迎えた。
校章
桜の花弁を背景にして、中央に校名の頭文字である「田」の文字を配している。
校歌
1954年（昭和29年）に制定。作詞は長嶺宏、作曲は海老原直による。歌詞は3番まであり、3番の歌詞中に「田野小」が登場する。
通学区域
宮崎市田野町のうち「甲（一部）・乙（一部）・あけぼの一～四丁目・南原一～三丁目」。中学校区は宮崎市立田野中学校。

## 沿革
前史
- 1865年（慶応元年）頃 - 楠原で寺子屋式教育が開始。
- 明治維新後 - 松岡正吉、松山芳兵衛、永井林八七、岡崎正達、長友安俊、荒武久兵衛が庶民子弟の教育にあたる。
- 1871年（明治4年）- 廃藩置県により当初、田野は都城県に属する。
- 1872年（明治5年）
  - 学制の頒布により、字中渡瀬から民家を中原に移し、初めて学校を建設し、「中原小学校」と称する。
  - 同時期に、「楠原小学校」と「鷺瀬小学校」も創立。
  - その後、楠原小学校は字観音山に移転。その後、楠原小学校および鷺瀬小学校の2校は中原小学校に統合される。
- 1873年（明治6年）- 「第五大学区宮崎県管下第二十五中学区第九十四番中原小学校」となる。修業年限を8年とし、上等および下等の2部に分かれる。
- 1876年（明治9年）- 鹿児島県学校区となる。暴風により、校舎が倒壊し、一時的に民家に移転。

正史
- 1878年（明治11年）11月3日 - 田野村字宮原甲2793番地に校舎を新築。11月3日を創立記念日とする。
  - 「第五大学区鹿児島県管下第二十五番中学区第九十四番中原中学校」となる。
- 1886年（明治19年）- 小学校令施行により、簡易科（3年制）を設置の上、「簡易中原小学校」に改称。
- 1887年（明治20年）10月10日 - 灰ヶ野の民家を借用の上、分教場を設置。
- 1889年（明治22年）
  - 3月 - 灰ヶ野分教場の新校舎が完成。
  - 5月1日 - 町村制の施行により、宮崎郡「田野村」が発足。
- 1890年（明治23年）10月 - 尋常科（4年制）を設置の上、「尋常中原小学校」に改称。
- 1892年（明治25年）-「田野尋常小学校」に改称。
- 1900年（明治33年）- 現在地に校舎を新築の上、移転を完了。
- 1903年（明治36年）4月 - 灰ヶ野分教場を廃止。
- 1904年（明治37年）4月 - 高等科（2年制）を併置の上、「田野尋常高等小学校」に改称（尋常科4年・高等科2年）。
- 1905年（明治38年）4月 - 高等科を4年制とする（尋常科4年・高等科4年）。
- 1907年（明治40年）- 校舎を増築。
- 1908年（明治41年）4月 - 改正小学校令により、尋常科の修業年限（義務教育年限）が4年制から6年制に改められる。旧高等科1年を尋常科5年に、旧高等科2年を尋常科6年に、旧高等科3年を高等科1年に、旧高等科4年を高等科2年に改める。
- 1910年（明治43年）- 校地を拡張の上、校舎を増築。
- 1914年（大正3年）
  - 1月13日 - 桜島爆発降灰のため、授業を中止し、当面閉校とする。
  - 6月 - 暴風のため、校舎が倒壊。
- 1922年（大正11年）10月 - 田野農業補習学校を併置。
- 1925年（大正14年）1月 - 田野農業補習学校の新校舎が完成。
- 1933年（昭和8年）- バス通学が開始。
- 1941年（昭和16年）4月1日 - 国民学校令施行により、「田野村田野国民学校」と改称。尋常科を初等科に改める。
- 1947年（昭和22年）- 学制改革が行われる（六・三制の実施）。
  - 4月1日 - 国民学校初等科は、新制小学校「田野村立田野小学校」に改組・改称。
  - 5月8日 - 国民学校高等科は、青年学校普通科とともに、新制中学校「田野村立田野中学校」に改組・改称。
  - この年 - PTAが発足。ミルク給食を開始。
- 1950年（昭和25年）
  - 5月3日 - 町制施行により、「田野町立田野小学校」に改称。
  - 11月 - 東校舎（普通教室6など）が完成。
- 1953年（昭和28年）4月 - 校区改定により、堀口地区を編入。
- 1954年（昭和29年）2月28日 - 校歌を制定。
- 1955年（昭和30年）8月 - 鉄筋校舎が完成。
- 1959年（昭和34年）3月 - 講堂の改修が完了。鉄筋校舎を増築。
- 1960年（昭和35年）
  - 4月 - 特殊学級を開設。
  - 9月 - 屋外図書館「五星の池」が完成。
- 1963年（昭和38年）2月 - 鉄筋校舎を増築。
- 1965年（昭和40年）3月 - 新校旗を制定。
- 1968年（昭和43年）3月 - 南鉄筋校舎（第一期工事）が完成。
- 1969年（昭和44年）3月 - 南鉄筋校舎（第二期工事）が完成。
- 1970年（昭和45年）3月 - 南鉄筋校舎東側に普通教室と特別教室が完成。
- 1971年（昭和46年）3月 - 校地西端に、学校給食共同調理場が完成。
- 1972年（昭和47年）3月 - 体育館が完成。
- 1975年（昭和50年）10月 - 木造平屋建ての中校舎を解体。
- 1978年（昭和53年）
  - 3月 - 交通公園が完成。
  - 11月5日 - 創立100周年記念式典を挙行。
- 1983年（昭和58年）12月 - 校舎を増築。
- 2006年（平成18年）1月1日 - 宮崎市との合併に伴い、「宮崎市立田野小学校」（現校名）と改称。
- 2008年（平成20年）4月1日 - 宮崎市立鹿村野小学校を統合。

旧・鹿村野小学校（かむらの）
- 創立前
  - 田野村の3地区（灰ヶ野・堀口・鹿村野）に田野小学校の分教場が設置されていた。
  - 清武村の黒北地区に大久保小学校の分教場が設置されており、黒北地区および生目村の椎屋形・上ノ原地区の児童を収容していた。
  - これらの分教場は十分な教育を行っているとはいえず、これらの分教場を集約・統合し、三村組合立の小学校を設立する機運が高まった。
- 1904年（明治37年）4月13日 - 「田野清武生目三村組合立 鹿村野尋常小学校」が創立。
- 1908年（明治41年）
  - 4月 - 尋常科5年を新設。
  - 12月 - 1教室を増築。
- 1909年（明治42年）4月 - 尋常科6年を新設。
- 1941年（昭和16年）4月1日 - 国民学校令施行により、「田野清武生目三村組合立 鹿村野国民学校」に改称。尋常科を初等科に改める。運動場を拡張。
- 1947年（昭和22年）4月1日 - 学制改革（六・三制の実施）により、新制小学校「田野清武生目三村組合立 鹿村野小学校」に改組・改称。3教室を増築。
- 1949年（昭和24年）10月 - 3教室を増築。
- 1950年（昭和25年）5月3日 - 田野村と清武村がそれぞれ町制施行により、「田野町」・「清武町」となる。
- 1952年（昭和27年）11月 - 学校組合を解散し、「田野町立鹿村野小学校」に改称。
- 1961年（昭和36年）
  - 1月 - 木造新校舎が完成。
  - 9月15日 - 校歌を制定。
- 1966年（昭和41年）3月 - へき地集会室が完成。
- 1971年（昭和46年）4月 - 完全給食を開始。
- 1973年（昭和48年）4月 - 校区改定により、黒北地区の児童が清武町立清武小学校に入学。
- 1974年（昭和49年）11月20日 - 創立70周年記念誌「鹿村野小の七十年」を刊行。
- 1976年（昭和51年）4月 - 校区改定により、灰ヶ野地区は田野町立田野小学校の通学区域となる。
- 1977年（昭和52年）6月 - 宮崎大学の実習校となる。
- 1982年（昭和57年）8月 - プールが完成。
- 2005年（平成17年）4月1日 - 休校となる。
- 2006年（平成18年）1月1日 - 宮崎市との合併に伴い、「宮崎市立鹿村野小学校」と改称。
- 2008年（平成20年）3月31日 - 宮崎市立田野小学校への統合により、閉校。104年の歴史に幕を閉じる。
  - 最終所在地 - 宮崎市田野町乙13184番地1
  - 校歌 - 1961年（昭和36年）制定。作詞は佐伯英雄、作曲は森永国男による。歌詞は3番まであり、各番の歌詞中に校名の「鹿村野小学校」が登場。

## 交通アクセス
最寄りの鉄道駅
- JR九州 日豊本線 「田野駅」

最寄りのバス停留所
- 宮崎交通バス（宮交バス）「田野総合支所前」バス停留所

最寄りの幹線道路
- 宮崎県道28号日南高岡線

## 周辺
- 宮崎市役所 田野総合支所
- 宮崎市立田野中学校
- 宮崎市田野総合福祉館 ふれあいセンター
- 宮崎南警察署田野警察官駐在所
- 田野郵便局

## 参考資料
- 「田野町史 下巻」（1984年（昭和59年）10月31日, 宮崎県宮崎郡田野町）p.455～p.479（田野小学校）、p.486～p.491（鹿村野小学校）